# 黃師夔
黃師夔（16世紀—1630年代），福建福寧州人，明朝政治人物。

## 生平
黃師夔於天啟四年（1624年）中舉人，次年（1625年）成進士，獲授新會知縣，革去和無賴養蟲害人的衙差，得百姓擁戴。不久他因政績升任保定知府，在當地為政清廉謹慎，得提拔為監察御史，但未就任就已經去世，在鄉賢祠祭祀。

## 家族
父黃蒙憲，萬曆五年舉人。